# Émile Zuccarelli

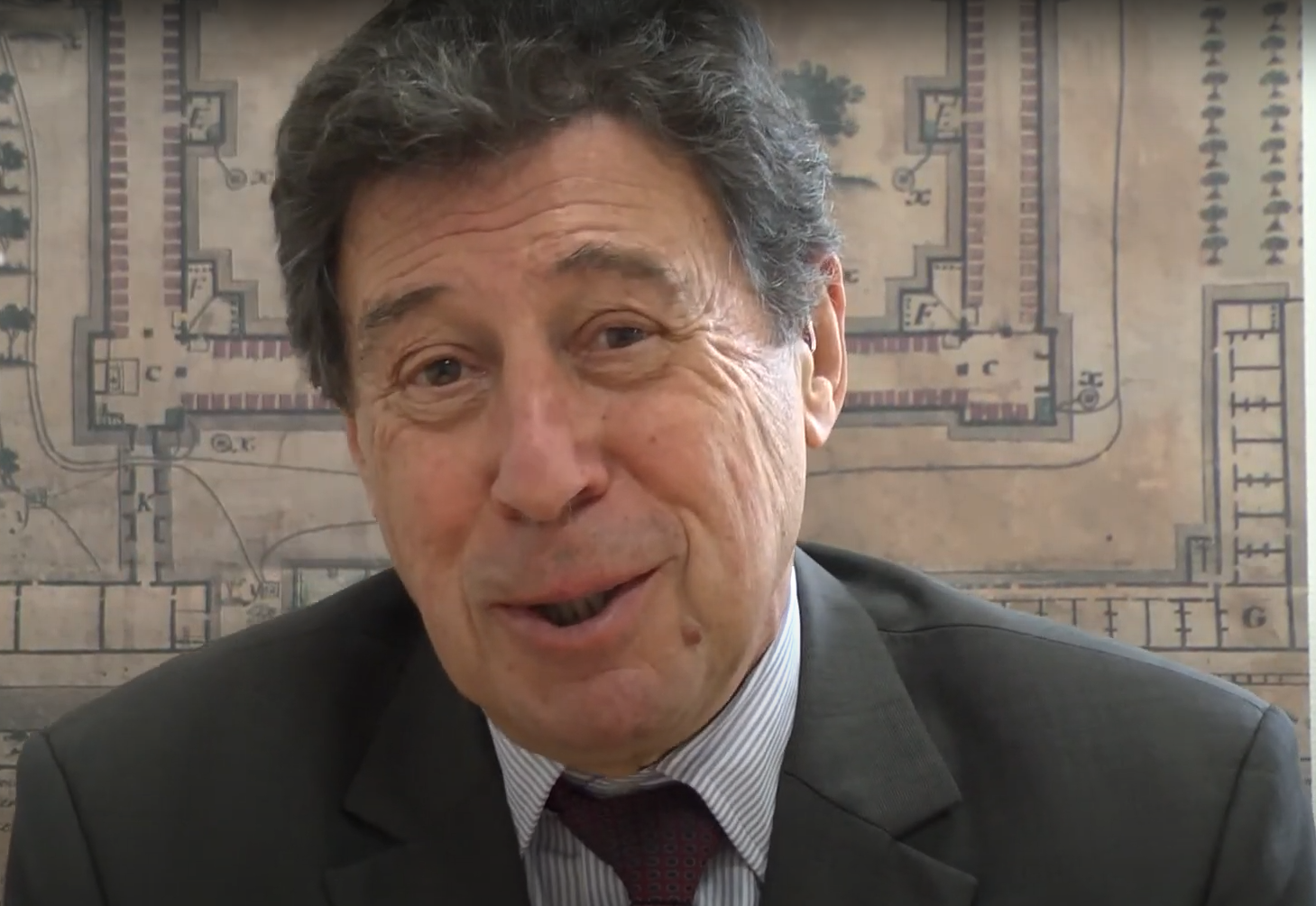
Émile Zuccarelli (2017)

Émile Pierre Dominique Zuccarelli (* 4. August 1940 in Bastia, Département Haute-Corse) ist ein französischer Politiker (PRG, MR). Er war 1989–1997 und 2000–2014 Bürgermeister der Stadt Bastia. Außerdem war er zwischen 1986 und 2007 mehrmals Abgeordneter in der französischen Nationalversammlung, von 1992 bis 1993 Post- und Telekommunikationsminister sowie von 1997 bis 2000 Minister für öffentliche Verwaltung. Von 1989 bis 1992 war Zuccarelli Parteivorsitzender des Mouvement des radicaux de gauche.

## Leben und Karriere
Zuccarelli ist der Sohn von Jean Zuccarelli (1907–1996) und Jacqueline Barranque-Sari. Sein Vater war Politiker der Parti radical bzw. nach deren Spaltung des Mouvement des radicaux de gauche (MRG), von 1968 bis 1989 Bürgermeister von Bastia sowie zwischen 1962 und 1986 mehrmals Abgeordneter des nördlichen Korsika in der französischen Nationalversammlung. Bereits Zuccarellis Großvater Émile Sari war von 1919 bis 1937 Bürgermeister von Bastia. Zuccarelli ist einer von vier Geschwistern, ist verheiratet und hat drei Kinder.
Nach seinem Ingenieurstudium an der École polytechnique war Zuccarelli als Führungskraft bei der Versicherungsgruppe Présence (die später Teil der Axa-Gruppe wurde) tätig. Ab 1980 war er Vorstandsmitglied des linksliberalen MRG, ab 1981 nationaler Sekretär und ab 1983 stellvertretender Parteivorsitzender. Er wurde 1982 in den Regionalrat Korsikas gewählt, wo er bis 1986 als Vizepräsident für Verkehr zuständig war. Bei der Parlamentswahl 1986 wurde er als Vertreter Korsikas in die französische Nationalversammlung gewählt. Ab 1986 war er Parteisprecher des Mouvement des radicaux de gauche, 1989 löste er François Doubin als Parteivorsitzenden ab. Als Nachfolger seines Vaters wurde Émile Zuccarelli im selben Jahr zum Bürgermeister von Bastia, der zweitgrößten Stadt Korsikas, gewählt. 
Staatspräsident François Mitterrand ernannte ihn im April 1992 zum Minister für Post und Telekommunikation im Kabinett Bérégovoy. Den Parteivorsitz gab er dafür an Jean-François Hory ab. Nach der Parlamentswahl im März 1993 und dem Regierungswechsel kehrte er als Abgeordneter in die Nationalversammlung zurück. Im Kabinett Jospin amtierte Zuccarelli von Juli 1997 bis März 2000 als Minister für öffentlichen Dienst, Staatsreform und Dezentralisierung. In dieser Zeit gab er das Bürgermeisteramt in Bastia an seinen Stellvertreter Albert Calloni ab, übernahm es aber erneut, als sein Ministeramt endete. Daneben war Zuccarelli von 2002 bis 2007 erneut Abgeordneter des 1. Wahlkreises von Haute-Corse in der Nationalversammlung. 
Er war ein Gegner des vom Innenminister Nicolas Sarkozy vorgeschlagenen neuen Statuts für Korsika, bei dem die Zuständigkeiten der beiden korsischen Départements und der Region auf eine vereinigte Gebietskörperschaft übergehen sollten. Zuccarelli war der Anführer der Nein-Kampagne beim Referendum im Juli 2003, bei dem das vorgeschlagene Statut mit knapper Mehrheit (49 zu 51 Prozent) abgelehnt wurde. Bei der korsischen Regionalwahl 2004 war Zuccarelli Spitzenkandidat einer PRG-Liste, die mit 18,6 Prozent im zweiten Wahlgang auf den zweiten Platz kam. Zugleich kandidierte sein parteiinterner Rivale Paul Giacobbi mit einer konkurrierenden Liste. Bei der französischen Parlamentswahl 2007 verlor Zuccarelli sein Abgeordnetenmandat mit 46,1 Prozent in der Stichwahl an Sauveur Gandolfi-Scheit (UMP). Zuccarelli wurde bei der Kommunalwahl 2008 mit 56,9 Prozent im zweiten Wahlgang als Bürgermeister Bastias bestätigt. Im Dezember 2008 legte er sein Mandat in der Versammlung von Korsika nieder. 
Bei der Regionalwahl 2010 in Korsika wiederholte sich die Konkurrenz einer Zuccarelli- und einer Giacobbi-geführten PRG-Liste. Diesmal schnitt Zuccarellis Liste aber mit 8,05 Prozent im ersten Wahlgang deutlich schwächer ab als Giacobbis. Im zweiten Wahlgang verbanden sich die verschiedenen Mitte-links-Listen unter Führung Giacobbis und gewannen die Wahl. Émile Zuccarelli trat zur Kommunalwahl 2014 in Bastia nicht für eine Wiederwahl an, stattdessen bewarb sich sein Sohn Jean Zuccarelli um das Bürgermeisteramt. Er unterlag aber in der Stichwahl dem gemäßigten korsischen Nationalisten Gilles Simeoni. Als Parti radical de gauche und Parti radical valoisien im Dezember 2017 zum Mouvement radical (social libéral) fusionierten, wurde Zuccarelli zum Ehrenvorsitzenden der neuen Partei ernannt.

## Ehrungen
- 2011: Offizier der Ehrenlegion
- 2017: Kommandeur der Ehrenlegion